# Улица Димитрова (Воронеж)
У́лица Дими́трова находится в Железнодорожном и Левобережном районах Воронежа. Длина 6,6 км. Ранее называлась Большак или Большая дорога.
Улица названа в честь деятеля болгарского и международного коммунистического движения Георгия Димитрова. Ударение в названии улицы правильно ставится на второй слог (улица Дими́трова), в Воронеже также часто употребляется неверный вариант улица Димитро́ва.
Начинается улица на старой дамбе Чернавского моста, затем проходит через Висячий мост. После пересечения с Ленинским проспектом улица расширяется до двух полос в каждую сторону. Далее улицу Димитрова пересекают Ленинградская улица и Волгоградская улица.
На ней расположен левобережный автовокзал. Далее имеет развязку с обходом города, становится частью трассы М4, соединяющей Воронеж и Ростов-на-Дону, где расширяется до трёх полос в каждую сторону в виде современной автодороги с разделительным барьером. Вдоль улицы на этом участке располагается множество кафе и точек торговли.
Улица играет важную транспортную роль для города — является основным выездом из Воронежа в южном направлении. Не имеет сквозного движения на всём протяжении: Висячий мост закрыт для движения автомобильного транспорта.
На улице к началу XXI века сохранилось несколько зданий дореволюционной постройки: здания Рождественской церкви (1795), церковно-приходской школы (XIX век, снесено в 2000-х) и ссудо-сберегательного товарищества (1916).